# Carmine Di Martino
Carmine Di Martino (Domodossola, 19 ottobre 1958) è un filosofo italiano.
Laureatosi nel 1983 con una tesi su Essere e tempo di Martin Heidegger sotto la guida di Carlo Sini, suo maestro, insegna all'Università degli Studi di Milano come professore ordinario e detiene la cattedra di Filosofia morale. Si occupa di numerose tematiche relative perlopiù all'antropologia filosofica e affrontate con gli strumenti metodologici della fenomenologia.

## Pensiero
Durante la sua carriera, Di Martino ha spaziato in molteplici ambiti della filosofia e la sua riflessione è molto ampia: egli riprende e ripensa la prospettiva fenomenologica, anzitutto in riferimento a Edmund Husserl, ma anche in dialogo con le diverse modulazioni della fenomenologia, a partire da quella merleau-pontyana fino ai più recenti sviluppi della cosiddetta fenomenologia francese (E. Levinas, P. Ricœur, J.-L. Marion). Con particolare attenzione ai seguenti temi: principio e struttura della manifestatività, costituzione passiva, intersoggettività, vita, anche in vista di una interpretazione filosoficamente rigorosa e metodicamente fondata della questione dei viventi umani e non umani e delle problematiche ad essa correlate. Altri autori di riferimento sono M. Heidegger, J. Derrida, E. Levinas, P. Ricœur e J. Patočka, letti in funzione di una rinnovata interpretazione dell’umano e della storia, interessandosi anche agli sviluppi della questione dell’essere, dell’evento e del superamento della metafisica.
In merito al tema dell'umano, Di Martino si è confrontato criticamente con autori rilevanti nel dibattito internazionale sull'origine del linguaggio, della tecnica e della comunità umana, quali P. Alsberg, A. Gehlen, A. Leroi-Gourhan, I. Tattersall, S.J. Gould, E.S. Vrba, M. Tomasello, M. Corballis e P. Sloterdijk al fine di tematizzare, da un punto di vista filosofico, i processi di antropogenesi (sia filogenetici che ontogenetici).
Identificando, secondo le linee indicate dal suo maestro Carlo Sini, l'origine dell'umano con l'origine dell'agire tecnico, in quanto l'uomo è là dove lo strumento tecnico viene usato con intenzionalità e viene conservato per un futuro uso possibile, il linguaggio si configura, nella riflessione dimartiniana, anch'esso come uno strumento tecnico, emergente in una prassi comune intersoggettiva, che, se usato in atto, evoca entità ideali di significato anche in assenza dell'oggetto cui esso fa riferimento. Nel linguaggio e, più in generale nella tecnica, l'umano si ritrova: il suo fare retroagisce sull'agente restituendogli la sua natura, connotata da un perenne divenire metamorfico. Nell'elaborare tali riflessioni Di Martino di confronta con la filosofia del processo sociale di Mead, del suo possibile intreccio con la fenomenologia e con l’antropologia, in vista della elaborazione di una genealogia del linguaggio, della mente riflessiva e del Sé. A questo scopo vengono considerati anche gli apporti della filosofia del riconoscimento di A. Honneth e della psicoanalisi della relazione oggettuale (R. Spitz, D. Stern, D. Winnicott).
L'approccio teoretico non elimina il riferimento alla condizione contemporanea in cui l'uomo si trova a vivere, per questo Di Martino si è interessato al rapporto tra linguaggio, scrittura, media e formazione degli abiti cognitivi e comportamentali umani, con particolare attenzione, nel quadro della differenza tra culture orali e civiltà della scrittura, al processo di costituzione della mente logica, del canone filosofico-scientifico, dell’individuo in senso occidentale e tra gli autori considerati spiccano figure come M. McLuhan, E. Havelock, W. J. Ong, J. Good, D. de Kerckhove, L.S. Vygotskij, A.R. Lurija). Anche il tema dell'interculturalità lo lega al contemporaneo: Di Martino ha affrontato, infatti, le questioni etico-giuridico-politiche legate al tema della convivenza tra individui appartenenti a comunità etnico-culturali diverse nell’attuale spazio multiculturale globalizzato. In quest’orizzonte si colloca anche l’interrogazione sul senso di un “proprio” dell’uomo e dei diritti “umani” in un contesto internazionale in cui si rendono evidenti da un lato l’ineffettualità e ambiguità dei diritti dell’uomo e dall’altro la loro urgenza e necessità, a condizione di un radicale ripensamento teorico e pratico.

## Opere principali
- Figure della relazione, Edizioni di Pagina, Bari 2018
- Viventi umani e non umani. Tecnica, linguaggio, memoria, Cortina, Milano 2017
- Esperienza e intenzionalità. Tre saggi sulla fenomenologia di Husserl, Guerini e Associati, Milano 2013
- Figure dell’evento. A partire da Jacques Derrida, Guerini e Associati, Milano 2009
- Segno, gesto, parola. Da Heidegger a Mead e Merleau-Ponty, ETS, Pisa 2005
- Il linguaggio e la filosofia, CUEM, Milano 2004
- Oltre il segno. Derrida e l’esperienza dell’impossibile, Franco Angeli, Milano 2001
- Il medium e le pratiche, Jaca Book, Milano 1998